# マークオブディスティンクション
マークオブディスティンクション (Markofdistinction) はイギリスの競走馬。1990年のクイーンエリザベス2世ステークス (G1) に優勝した。
なお、アルファベットの綴りで"of"の左右に空白がないのは馬名制限（空白文字を含む18字までで、空白を入れると19字になる）のため。

## 戦績
1988年10月28日、ニューマーケット競馬場の未勝利戦 (芝6ハロン) でデビューし、勝利 (タイム1.14.86)。翌1989年、G1イギリス2000ギニー(イギリス三冠初戦、ニューマーケット競馬場。皐月賞のモデルレース。)で4着となった。4歳時の1990年から本格化、1990年のG2トラストハウスフォルテマイル(サンダウン競馬場)、G2クイーンアンステークス (現G1、アスコット競馬場)、G1クイーンエリザベス2世ステークス (アスコット競馬場) に勝利した。同年のブリーダーズカップ・マイル (1990年、ベルモントパーク競馬場)を最後に引退。
引退までの12レースで5着以内に入れなかったのは引退レースとなったブリーダーズカップ・マイルのみである。

### 主な勝ち鞍
- 1990年
  - トラストハウスフォルテマイル (G2)
  - クイーンアンステークス (G2)
  - クイーンエリザベス2世ステークス (G1)

## 種牡馬として
引退後の1991年に日本へ輸出され種牡馬となり、のちに鹿児島で供用。
コウエイロマン（小倉3歳ステークス (GIII) ）、ホッカイルソー（日経賞 (GII) 、オールカマー (GII) ）などを輩出した。とくに鹿児島に移ったあとは九州のエース種牡馬として活躍、また数少ないマンノウォー系（マッチェム系）の種牡馬でもあったが1996年に死亡。ホッカイルソーがおもな後継種牡馬である。

### 代表産駒
- 1992年産
  - ホッカイルソー（日経賞、オールカマー、ジュニアカップ、府中3歳ステークス）
- 1993年産
  - マジックリボン（全日本サラブレッドカップ、名古屋記念、読売レディス杯、くろゆり賞）
  - マイネルワイズマン（UHB杯）
  - ナギサ（HTB賞）
- 1994年産
  - ニッポーアトラス（ディセンバーステークス、アイルランドトロフィー）
  - セイントサブリナ（東京3歳優駿牝馬、青雲賞）
  - イージースマイル（金の鞍賞、花吹雪賞、黒潮皐月賞、高知優駿、RKC杯）
- 1995年産
  - ユメノセテコウユー（北九州短距離ステークス3着、種牡馬）
- 1996年産
  - コウエイロマン（小倉3歳ステークス、フェニックス賞）
  - マークキングオー（ひまわり賞）
- 1997年産
  - アイティースワロー（霧島賞、たんぽぽ賞、シルクロードステークス3着）
  - カシノエトワール（ひまわり賞）
  - マークオー（霧島賞）
  - マークオブハート（北斗盃、エトワール賞）

#### 母の父としての代表産駒
- サウンドザビーチ（TCK女王盃）
- ショウリュウ（ハイセイコー記念）
- カシノチェスト（たんぽぽ賞）
- ヒビケジンダイコ（せきれい賞）

## 血統表
| マークオブディスティンクションの血統 | マークオブディスティンクションの血統 | マークオブディスティンクションの血統 | （血統表の出典）                   | （血統表の出典） |
| 父系                                 | インリアリティ系（マンノウォー系）   | インリアリティ系（マンノウォー系）   | インリアリティ系（マンノウォー系） | [ § 2 ]          |
| 父 Known Fact 1977 鹿毛              | 父の父In Reality 1964 鹿毛           | Intentionally                        | Intent                             | Intent           |
| 父 Known Fact 1977 鹿毛              | 父の父In Reality 1964 鹿毛           | Intentionally                        | My Recipe                          |                  |
| 父 Known Fact 1977 鹿毛              | 父の父In Reality 1964 鹿毛           | My Dear Girl                         | Rough'n Tumble                     | Rough'n Tumble   |
| 父 Known Fact 1977 鹿毛              | 父の父In Reality 1964 鹿毛           | My Dear Girl                         | Iltis                              |                  |
| 父 Known Fact 1977 鹿毛              | 父の母Tamerett 1962 鹿毛             | Tim Tam                              | Tom Fool                           | Tom Fool         |
| 父 Known Fact 1977 鹿毛              | 父の母Tamerett 1962 鹿毛             | Tim Tam                              | Two Lea                            |                  |
| 父 Known Fact 1977 鹿毛              | 父の母Tamerett 1962 鹿毛             | Mixed Marriage                       | Tudor Minstrel                     | Tudor Minstrel   |
| 父 Known Fact 1977 鹿毛              | 父の母Tamerett 1962 鹿毛             | Mixed Marriage                       | Persian Maid                       |                  |
| 母 *ギスレイン Ghislaine 1981 芦毛   | 母の父Icecapade 1969 芦毛            | Nearctic                             | Nearco                             | Nearco           |
| 母 *ギスレイン Ghislaine 1981 芦毛   | 母の父Icecapade 1969 芦毛            | Nearctic                             | Lady Angela                        |                  |
| 母 *ギスレイン Ghislaine 1981 芦毛   | 母の父Icecapade 1969 芦毛            | Shenanigans                          | Native Dancer                      | Native Dancer    |
| 母 *ギスレイン Ghislaine 1981 芦毛   | 母の父Icecapade 1969 芦毛            | Shenanigans                          | Bold Irish                         |                  |
| 母 *ギスレイン Ghislaine 1981 芦毛   | 母の母Cambretta 1975 黒鹿毛          | Roberto                              | Hail to Reason                     | Hail to Reason   |
| 母 *ギスレイン Ghislaine 1981 芦毛   | 母の母Cambretta 1975 黒鹿毛          | Roberto                              | Bramalea                           |                  |
| 母 *ギスレイン Ghislaine 1981 芦毛   | 母の母Cambretta 1975 黒鹿毛          | Cambrienne                           | Sicambre                           | Sicambre         |
| 母 *ギスレイン Ghislaine 1981 芦毛   | 母の母Cambretta 1975 黒鹿毛          | Cambrienne                           | Torbella F-No.1-t                  |                  |
| 母系(F-No.)                          | 1号族(FN:1-t)                        | 1号族(FN:1-t)                        | 1号族(FN:1-t)                      | [ § 3 ]          |
| 5代内の近親交配                      | War Relic5×5=6.25%                   | War Relic5×5=6.25%                   | War Relic5×5=6.25%                 | [ § 4 ]          |
| 出典                                 | 1. 2. 3. 4.                          | 1. 2. 3. 4.                          | 1. 2. 3. 4.                        | 1. 2. 3. 4.      |